# Erecinae
Sous-famille
Les Erecinae sont une sous-famille d'opilions laniatores de la famille des Assamiidae.

## Distribution
Les espèces de cette sous-famille se rencontrent en Afrique, en Asie et en Océanie.

## Liste des genres
Selon World Catalogue of Opiliones (04/06/2021) :
- Aberdereca Goodnight & Goodnight, 1959
- Acanthophrysella Strand, 1911
- Allereca Roewer, 1961
- Angolyppa Lawrence, 1957
- Angopygoplus Lawrence, 1951
- Anjolus Goodnight & Goodnight, 1948
- Bambereca Kauri, 1985
- Bibundina Roewer, 1935
- Binderia Roewer, 1935
- Boeorix Thorell, 1889
- Bolama Roewer, 1927
- Buemba Roewer, 1935
- Bulobana Roewer, 1935
- Bundukia Lawrence, 1962
- Buniabia Roewer, 1961
- Callereca Roewer, 1940
- Cerea Sørensen, 1896
- Cereatta Staręga, 1992
- Cereipes Roewer, 1935
- Cereodiscus Roewer, 1940
- Cereoides Roewer, 1935
- Chilon Sørensen, 1896
- Coleutus Roewer, 1940
- Comereca Roewer, 1961
- Cryptopygoplus Staręga, 1992
- Djemia Roewer, 1935
- Dodabetta Roewer, 1929
- Ereala Roewer, 1950
- Erebalda Roewer, 1940
- Ereca Sørensen, 1910
- Erecabia Roewer, 1940
- Erecella Staręga, 1992
- Erecomma Roewer, 1940
- Erecongoa Roewer, 1950
- Erecops Roewer, 1940
- Erecula Roewer, 1935
- Eregonda Roewer, 1950
- Euboeorix Roewer, 1912
- Eupygoplus Roewer, 1915
- Fakoa Roewer, 1923
- Gapotus Roewer, 1935
- Irnia Roewer, 1935
- Ivocoryphus Lawrence, 1965
- Izea Roewer, 1927
- Kakontwea Roewer, 1951
- Kasaina Lawrence, 1957
- Kukkala Roewer, 1929
- Kungwea Roewer, 1961
- Lepchana Roewer, 1927
- Lubudia Roewer, 1951
- Lygippulus Roewer, 1954
- Lygippus Roewer, 1940
- Maccabeesa Roewer, 1936
- Mandaria Roewer, 1935
- Mbinia Santos & Prieto, 2010
- Merucola Roewer, 1935
- Metapygoplus Roewer, 1923
- Metereca Roewer, 1923
- Montereca Lawrence, 1962
- Neobaeorix Lawrence, 1962
- Neocoryphus Lawrence, 1965
- Neopygoplus Roewer, 1923
- Parapygoplus Roewer, 1912
- Propygoplus Roewer, 1923
- Pygoplus Thorell, 1889
- Roewereca Lawrence, 1962
- Sacesphorus Thorell, 1889
- Sijucavernicus Roewer, 1923
- Simienatus Roewer, 1957
- Tarnus Suzuki, 1969
- Termitereca Roewer, 1940
- Tetecus Roewer, 1935
- Thobala Roewer, 1940
- Tubereca Kauri, 1985
- Tundabia Roewer, 1935
- Valpara Roewer, 1929
- Vandarawella Roewer, 1935
- Wintonia Roewer, 1923

## Publication originale
- Roewer, 1935 : « Alte und neue Assamiidae. Weitere Weberknechte VIII (8. Ergänzung der "Weberknechte der Erde" 1923). » Veröffentlichungen aus dem Deutschen Kolonial- und Übersee-Museum in Bremen, vol. 1, no 3, p. 1–168.